# 凉水镇 (青川县)
凉水镇，是中华人民共和国四川省广元市青川县下辖的一个乡镇级行政单位。2019年12月，撤销茅坝乡，将原茅坝乡和原苏河乡力子村松树梁组、中间院子组、李家沟组、柏杨林组、烧房里组所属行政区域划归凉水镇管辖，凉水镇人民政府驻市场街6号。

## 行政区划
凉水镇下辖以下地区：
场镇社区、跃进村、团结村、凉华村社区村、凉山村、学房村、友谊村、胜利村和凉森村。